# Marvin Glass and Associates
Marvin Glass and Associates (MGA) war ein US-amerikanisches Unternehmen, das Spielzeug entwickelte und in Chicago ansässig war.
Das Unternehmen wurde im Jahre 1941 gegründet. Weltweit bekannt wurde MGA in den 80er Jahren, in denen das Unternehmen einen Herstellungsvertrag mit Bally Midway hatte und für diese etliche erfolgreiche Videospiele entwickelte, zu denen Titel wie Tapper, Domino Man, und Timber gehörten.
Ein Teil des Unternehmens besteht heute noch (unter dem Namen "Big Monster Toys") in Chicago.